# Port lotniczy Hanimaadhoo
Port lotniczy Hanimaadhoo (maled. ‏ހަނިމާދޫ ބައިނަލްއަޤުވާމީ ވައިގެ ބަނދަރު‎) – międzynarodowy port lotniczy położony na wyspie Hanimaadhoo, w atolu Haa Dhalu. Jest trzecim co do wielkości portem lotniczym na Malediwach. 

## Linie lotnicze i połączenia
- Island Aviation Services (Malé)